# Campeonato Paulista 1960
In 1960 werd het 59ste Campeonato Paulista gespeeld voor clubs uit de Braziliaanse staat São Paulo. De competitie werd georganiseerd door de FPF en werd gespeeld van 11 juni tot 18 december. Santos werd kampioen.

## Eindstand
| Plaats | Club                               | Wed. | W  | G  | V  | Saldo  | Ptn. |
| ------ | ---------------------------------- | ---- | -- | -- | -- | ------ | ---- |
| 1.     | Santos                             | 34   | 22 | 6  | 6  | 100:44 | 50   |
| 2.     | Portuguesa                         | 34   | 22 | 4  | 8  | 74:51  | 48   |
| 3.     | Corinthians                        | 34   | 19 | 6  | 9  | 57:43  | 44   |
| 4.     | Palmeiras                          | 34   | 16 | 10 | 8  | 63:48  | 42   |
| 5.     | Noroeste                           | 34   | 17 | 6  | 11 | 63:46  | 40   |
| 6.     | Ferroviária                        | 34   | 16 | 7  | 11 | 72:51  | 39   |
| 7.     | Guarani                            | 34   | 14 | 10 | 10 | 59:52  | 38   |
| 8.     | São Paulo                          | 34   | 13 | 11 | 10 | 74:56  | 37   |
| 9.     | Botafogo                           | 34   | 13 | 7  | 14 | 52:59  | 33   |
| 10.    | XV de Piracicaba                   | 34   | 11 | 11 | 12 | 50:48  | 33   |
| 11.    | Comercial                          | 34   | 13 | 5  | 16 | 57:64  | 31   |
| 12.    | Taubaté                            | 34   | 12 | 6  | 16 | 44:76  | 30   |
| 13.    | Jabaquara                          | 34   | 10 | 8  | 16 | 59:73  | 28   |
| 14.    | Portuguesa Santista                | 34   | 12 | 4  | 18 | 45:53  | 28   |
| 15.    | América                            | 34   | 10 | 7  | 17 | 43:62  | 27   |
| 16.    | Juventus                           | 34   | 8  | 8  | 18 | 52:75  | 24   |
| 17.    | Corinthians de Presidente Prudente | 34   | 10 | 3  | 21 | 44:70  | 23   |
| 18.    | Ponte Preta                        | 34   | 4  | 9  | 21 | 44:81  | 17   |

|  | Kampioen   |
|  | Degradatie |

### Kampioen
| Campeonato Paulista de 1960 |
| São Paulo                   |
| --------------------------- |
| SANTOS Kampioen (5° titel)  |

## Topschutter
| Speler            | Speler | Goals | Club   |
| ----------------- | ------ | ----- | ------ |
| Vlag van Brazilië | Pelé   | 34    | Santos |